# Verbandsgemeinde Seehausen (Altmark)
In de Verbandsgemeinde Seehausen (Altmark) werken vijf gemeenten uit de Landkreis Stendal samen ter vervulling van de gemeentelijke taken. Juridisch gezien behouden de deelnemende gemeenten hun zelfstandigheid.

## Deelnemende gemeenten
Deelnemende gemeente met bijbehorende Ortsteile zijn:
- Aland (1.333) met Aulosen, Groß Holzhausen, Klein Wanzer, Krüden, Pollitz, Scharpenhufe, Vielbaum, Voßhof, Wanzer en Wilhelminenhof
- Altmärkische Höhe (1.823) met Boock, Bretsch, Dewitz, Drüsedau, Einwinkel, Gagel, Heiligenfelde, Kossebau, Losse, Lückstedt, Neue Welt, Priemern, Stapel en Wohlenberg
- Altmärkische Wische (842) met Falkenberg, Ferchlipp, Lichterfelde, Neukirchen (Altmark) en Wendemark
- Seehausen (Altmark), Stad * (4.817) met Behrend, Beuster, Esack, Geestgottberg, Gehrhof, Losenrade, Nienfelde, Oberkamps, Ostorf, Scharpenlohe, Siedlung Waldesfrieden, Uhlenkrug, Unterkamps, Wegenitz en Werder
- Zehrental (864) met Bömenzien, Deutsch, Drösede, Gollensdorf, Groß Garz, Haverland, Jeggel en Lindenberg